# Rhipidia hypomelania
Rhipidia hypomelania är en tvåvingeart som först beskrevs av Alexander 1936.  Rhipidia hypomelania ingår i släktet Rhipidia och familjen småharkrankar. Inga underarter finns listade i Catalogue of Life.